# Spectros
Spectros é uma série de televisão brasileira de suspense sobrenatural  baseada em fatos reaisque estreou na Netflix em 20 de fevereiro de 2020. A série de sete episódios foi dirigida pelo roteirista e diretor Douglas Petrie e produzida pela Moonshot Pictures.

## Produção
A série será uma mistura de folclore e história brasileira, com elementos de contos de fantasmas japoneses, representados pelas ruas coloridas do bairro da Liberdade, lar da maior comunidade japonesa fora do Japão no mundo. Em 12 de março de 2019 foi anunciado que o elenco principal era formado por Danilo Mesquita, Claudia Okuno, Mariana Sena, Drop Dashi e Enzo Barone.

## Enredo
No bairro da Liberdade, em São Paulo, Pardal e seus amigos Mila, Zeca, Carla e Léo são acidentalmente atraídos por uma realidade sobrenatural que eles não conseguem compreender e que se conecta ao mesmo local da cidade em 1858. Quando confrontados eventos cada vez mais bizarros e sombrios, o grupo chega a uma conclusão inevitável: alguém está trazendo a morte de volta e os espíritos querem vingança pelos erros cometidos no passado.

## Elenco
| Ator            | Personagem             |
| --------------- | ---------------------- |
| Danilo Mesquita | Felipe Pardal (Pardal) |
| Cláudia Okuno   | Camila Yamasaki (Mila) |
| Drop Dashi      | Zeca                   |
| Mariana Sena    | Carla                  |
| Enzo Barone     | Léo                    |
| Miwa Yanagizawa | Zenóbia Yamasaki       |
| Carlos Takeshi  | Celso Yamasaki         |
| Jui Huang       | Wong                   |
| Jimmy Wong      | Li                     |

### Participações especiais
| Ator              | Personagem        |
| ----------------- | ----------------- |
| Daniel Rocha      | Ricardo           |
| Norival Rizzo     | Mário Severo      |
| Jairo Mattos      | Rossi             |
| Kelzy Ecard       | Suzana            |
| Wallie Ruy        | Loretta           |
| Nicolas Trevijano | Jaime Lopes       |
| Eduardo Silva     | Chaguinhas        |
| Mayhara Ribeiro   | Bia               |
| Mei Goya          | Zenóbia (criança) |